# Jolanta Dičkutė
Jolanta Dičkutė (ur. 8 grudnia 1970 w Kownie) – litewska polityk i lekarka, posłanka do Parlamentu Europejskiego.

## Życiorys
W 1995 ukończyła studia medyczne na Uniwersytecie Medycznym w Kownie. Na tej uczelni odbyła następnie studia lekarskie i uzyskała specjalizację w zakresie pediatrii. W 2002 została doktorem nauk medycznych na wydziale zdrowia publicznego macierzystego uniwersytetu. Kształciła się także na studiach w Göteborgu.
Od 2001 pracowała jako koordynatorka jednego z projektów Banku Światowego na Litwie, została także wykładowczynią medycyny profilaktycznej na Uniwersytecie Medycznym w Kownie. W latach 1997–2002 pełniła funkcję redaktor naczelnej pisma farmaceutycznego "Pharmacon".
W 2004 weszła w skład władz krajowych Partii Pracy. W tym samym roku z ramienia tego ugrupowania została wybrana do Parlamentu Europejskiego. Należała do Grupy Parlamentarnej Porozumienia Liberałów i Demokratów na rzecz Europy. Nie ubiegała się o reelekcję.